# Miathyria simplex
Miathyria simplex är en trollsländeart som först beskrevs av Jules Pièrre Rambur 1842.  Miathyria simplex ingår i släktet Miathyria och familjen segeltrollsländor. Inga underarter finns listade i Catalogue of Life.